# Hypena longfieldae
Hypena longfieldae är en fjärilsart som beskrevs av Collenette 1929. Hypena longfieldae ingår i släktet Hypena och familjen nattflyn. Inga underarter finns listade i Catalogue of Life.